# Tetrao urogallus uralensis
El urogallo uralense (Tetrao urogallus uralensis) es una subespecie del Tetrao urogallus, especie de la familia Tetraonidae en el orden de los Galliformes.

## Distribución geográfica
Se encuentra desde el sur de los Urales y el suroeste de Siberia hasta Barnaúl.